# Col des Arces
Le col des Arces est un col des Préalpes situé dans le massif du Chablais en Haute-Savoie.

## Toponymie
Son nom viendrait du mot arsin (« bois brûlé ») à la suite d'un défrichage après incendie.

## Géographie
Le col des Arces est situé à 1 163 m d'altitude dans le bassin méridional du lac Léman, entre le mont Forchat et la Turche. Le ruisseau des Arces, premier affluent de la Menoge y prend sa source dans un marécage sous le col.
Il relie Habère-Poche, au sommet la vallée Verte, à Lullin par une route secondaire entre les départementales 12 et 22. Celle-ci présente un passage sur son versant nord à 9,5 % sur 1,3 km et sur son versant sud à 9 % sur 1,8 km.

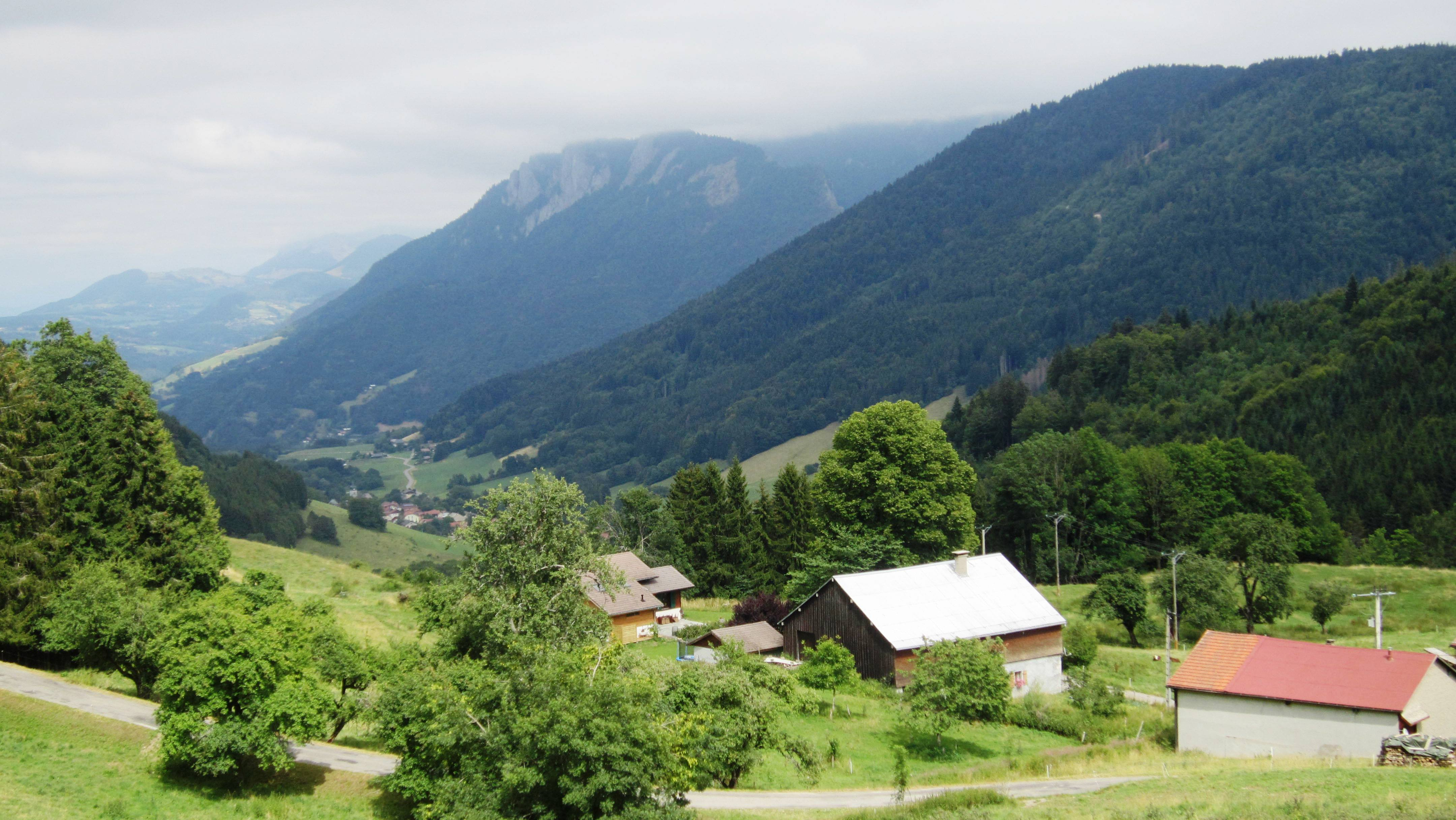
Vue du versant nord-est.
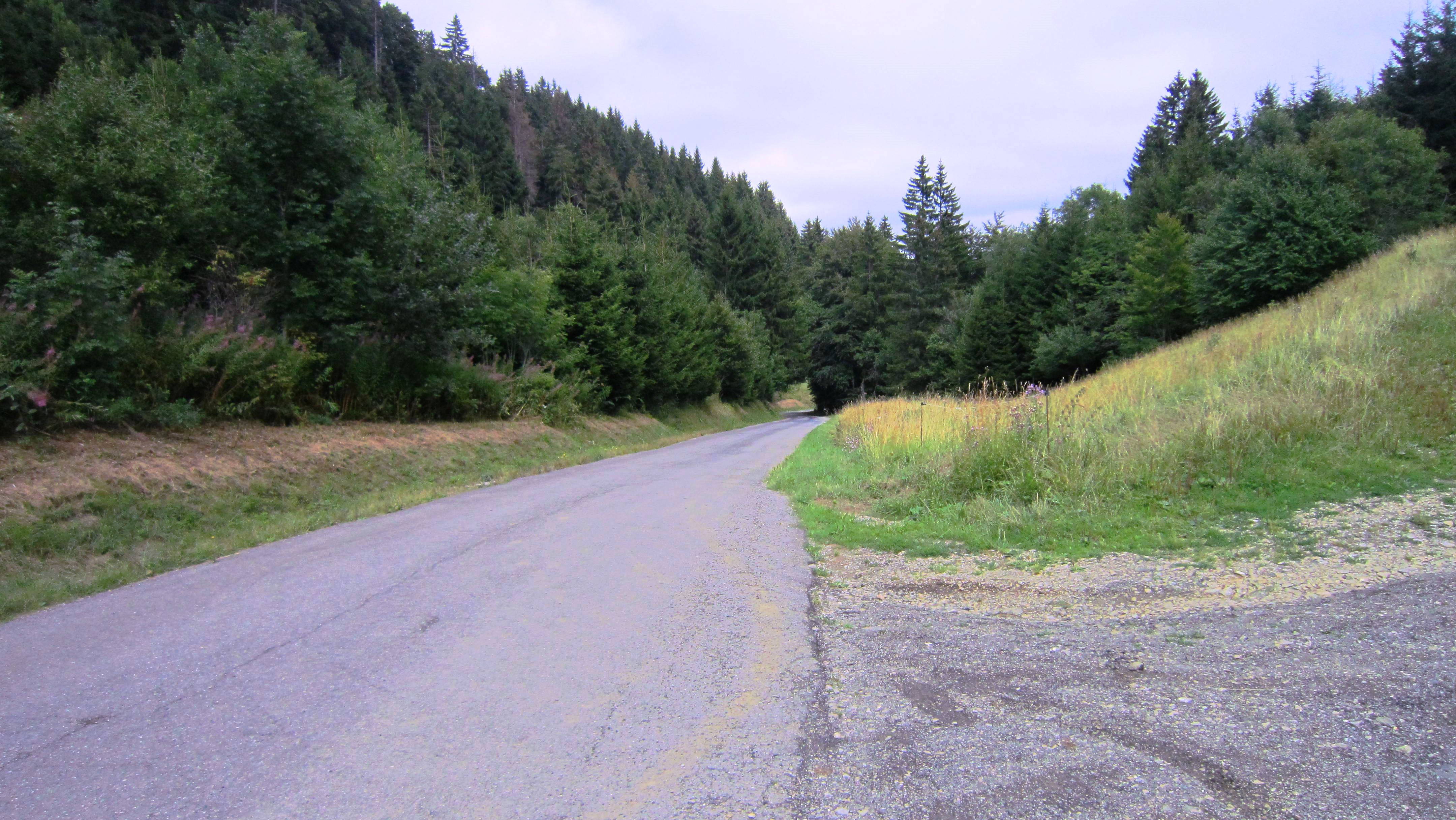
Vue du col.
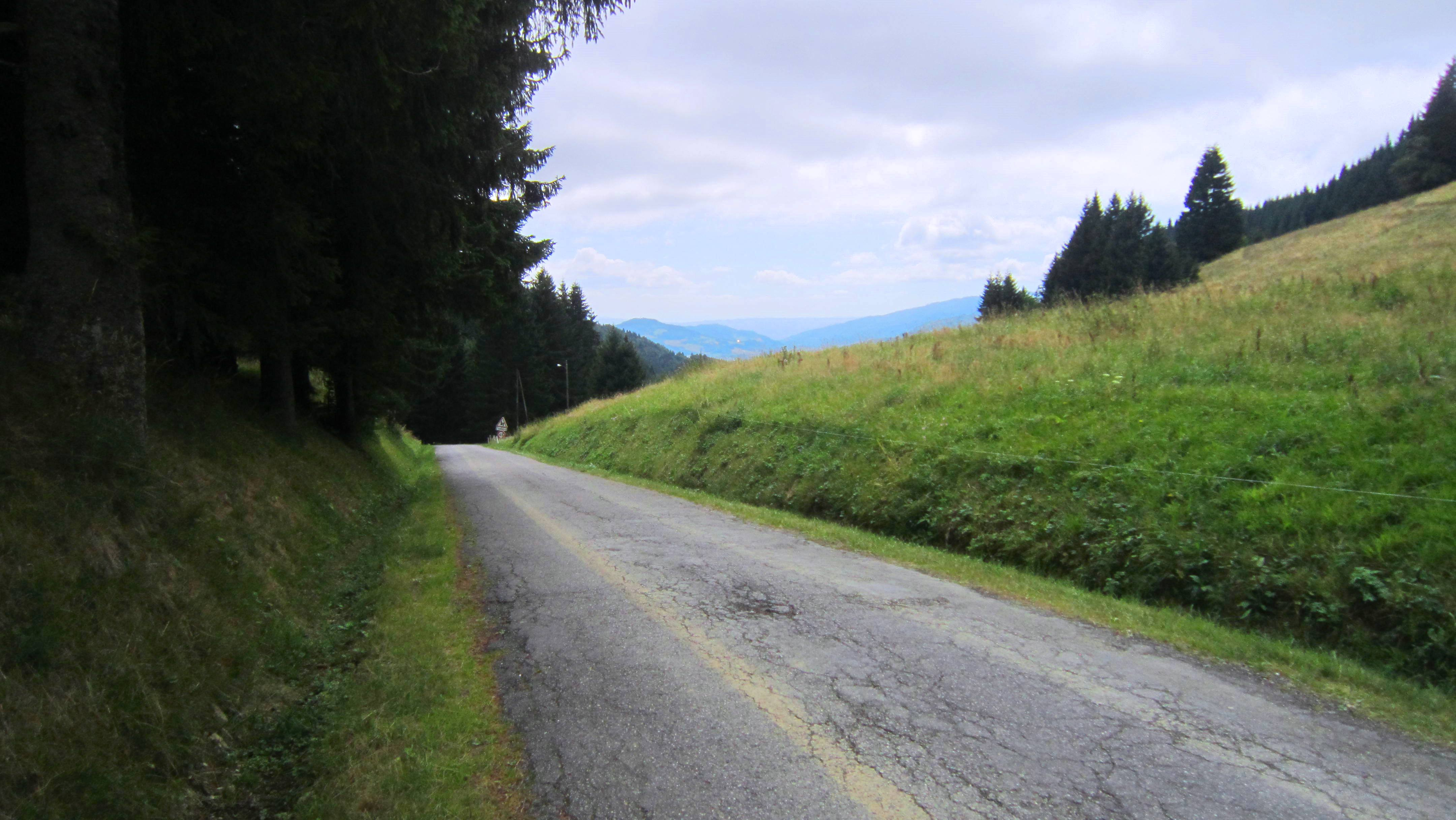
Vue du versant sud-ouest.

## Occupation

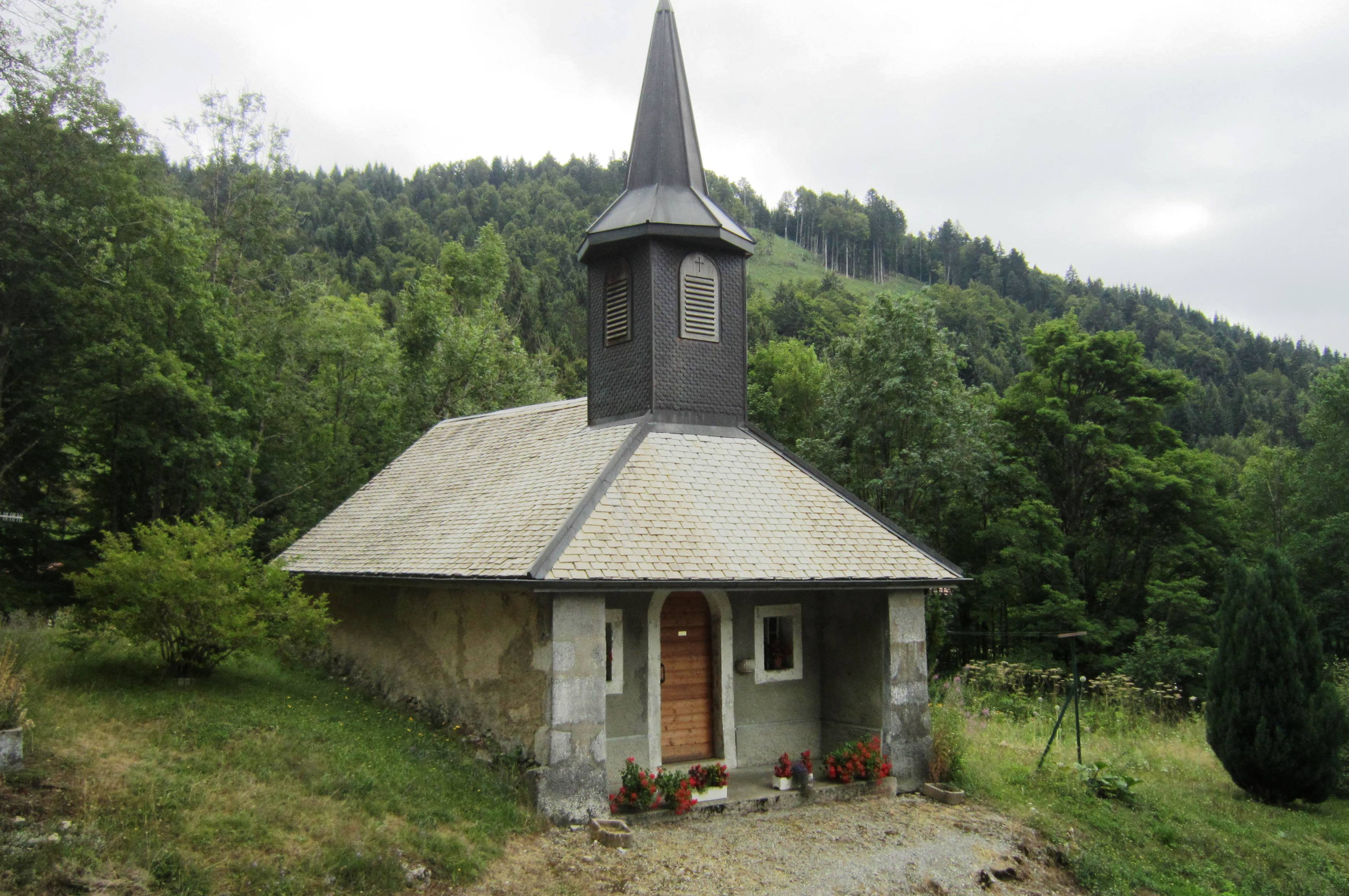
La chapelle des Arces

Le col tire son nom du hameau des Arces, situé sur la commune d'Habère-Poche, qui possède une chapelle remarquable, lieu d'un pèlerinage annuel.